# Крушинець
Круши́нець — село в Україні, у Головненській селищній громаді Ковельського району Волинської області. Населення становить 438 осіб

## Історія
У 1906 році село Згорянської  волості Володимир-Волинського повіту Волинської губернії. Відстань від повітового міста 73  верст, від волості 6. Дворів 78, мешканців 5.

## Населення
Згідно з переписом УРСР 1989 року чисельність наявного населення села становила 460 осіб, з яких 213 чоловіків та 247 жінок.
За переписом населення України 2001 року в селі мешкало 436 осіб.

### Мова
Розподіл населення за рідною мовою за даними перепису 2001 року:
| Мова       | Відсоток |
| ---------- | -------- |
| українська | 99,77 %  |
| російська  | 0,23 %   |